# Kirsten Brosbøl
Kirsten Brosbøl (født 14. december 1977) cand.scient.soc. og MA, og var  I perioden 3. februar 2014 - 28. juni 2015 miljøminister i Danmark. Hun har været medlem af Folketinget for Socialdemokraterne fra 2005 til 2019.
Ved valget den 18. juni 2015 blev hun valgt som det andet mandat i Østjyllands Storkreds med i alt 10.843 personlige stemmer, kun overgået af Nicolai Wammen.  

## Baggrund
Kirsten Brosbøl er datter af murer og skomager Lars Peter Brosbøl og sygeplejerske Bente Skødt Jensen. Hun blev matematisk student fra Odder Gymnasium i 1996, har siden læst samfundsvidenskab med speciale i international udvikling ved Roskilde Universitet 1997-2005, og i 2002-2003 gennemførte hun en master of arts-uddannelse i freds- og konfliktstudier ved University of Sussex i Storbritannien.
Kirsten Brosbøl var kæreste med Århus' borgmester, Nicolai Wammen fra efteråret 2005 til september 2007.

## Politisk karriere
Fra 2001 arbejdede Brosbøl som studentermedhjælp for den socialdemokratiske folketingsgruppe, og fra 2004-2005 som politisk konsulent for de danske socialdemokrater i Europa-Parlamentet. Siden 2004 har hun været opstillet som folketingskandidat i Skanderborgkredsen.
Brosbøl blev valgt med 5.479 personlige stemmer ved Folketingsvalget 8. februar 2005.
Hun sidder i følgende af Folketingets stående udvalg:
- Uddannelsesudvalget
- Arbejdsmarkedsudvalget
- Udenrigsudvalget
- Politisk-Økonomisk Udvalg
- Socialudvalget

Hun er desuden Socialdemokraternes repræsentant i Europarådets parlamentariske forsamling, ligesom hun er formand for et tværpolitisk netværk i Folketinget, der skal sætte fokus på problemerne omkring seksuel og reproduktiv sundhed, primært i udviklingslandene. 
I forbindelse med en større ordførerrokade 23. januar 2007, blev posten som ligestillingsordfører for Kirsten Brosbøls vedkommende udskiftet med posten som fødevareordfører.
I efteråret 2016 meddelte Kirsten Brosbøl at hun ikke genopstiller ved næste folketingsvalg. Skanderborgkredsen vil i stedet opstille Dorthe Hindborg som deres folketingskandidat. 

## Reference
1. ↑  Hans Petersen (1. oktober 2010). "Kirsten Brosbøl er gravid og tager orlov". dinby.dk.
2. ↑  "Afstemningsresultater FV-2005". Arkiveret fra originalen 28. oktober 2007. Hentet 10. januar 2007.